# Snelwasser
De snelwasser is een oude vorm van een wasmachine, waarin een sneldraaiende geribbelde schijf op de bodem in een draaitijd van vier minuten de was schoon kon krijgen. Doordat de machine veel slijtage opleverde werd deze later opgevolgd door de langzaamwasser.